# Рома (музика из филма)
Два саундтрек албума објављена су за драмски филм Рома из 2018. године, у режији Алфонса Куарона. Roma (Motion Picture Soundtrack) је први, објављен истовремено с премијером филма на Нетфликсу 14. децембра 2018. године. Садржи одабране енглеске, шпанске и мексичке хитове с почетка 1970-их, које су ручно одабрали Алфонсо, музички супервизори Лин Фејнстајн и Рендал Постер, који су уједно и продуцирали албум. Други албум, под називом Music Inspired by the Film Roma, објављен је 8. фебруара 2019. и садржи пјесме које се не појављују у филму, али су инспирисане музичким одабиром из њега. Састоји се од вишежанровских нумера популарних извођача из различитих временских периода, укључујући Бека, Били Ајлиш, Ти Боун Бернета, Пати Смит и пјесму Алфонсове кћерке Бу Куарон, којој је ово био филмски деби.

## Позадина
Алфонсо Куарон је у интервјуу за Билборд истакао да „музика открива много о друштву. У филму Рома, музика приказује Мексико с претензијама ка модерности, али који се и даље држи своје прошлости.” Ангажовао је музичку супервизорку Лин Фејнстајн да одабере музику из временског периода у којем се филм одвија. Она је спровела опсежно истраживање пјесама које су се емитовале на радију почетком 1970-их и музике аутентичне за град Мексико, док је Рендал Постер доведен касније у процесу постпродукције. Музички избор прецизно осликава паралелне приче Клео и Софи, а већина одабраних пјесама пушта се на радио-станицама које у филму служе као медиј за приказ класне неједнакости.

„Све у филму је одабрано до најситнијег детаља. Радила сам с Алфонсом [Куароном] на стварању различитих музичких окружења у кући. Поделили смо кућу према музици која се слушала у дечјој соби, у кухињи, у дневној соби, и тако смо градили музички свет унутар Роме.”

Фејнстајн у интервјуу за Remezcla
Дизајнер звука Серхио Дијаз истраживао је различите звукове, попут аутомобила, цвркута птица, атмосфере и уличних продаваца, и направио је „много” верзија звучне подлоге, тражећи специфичне аудио-елементе. Успио је да „изгради специфичне тренутке у свим световима око филма” како би дочарао четврт града Мексика. Иако филм нема оригиналну музику, дизајнери звука Скип Ливси и миксери Хосе Антонио Гарсија и Крејг Хениган користили су теренске снимке из позадине и дијегетичку музику интегрисану у монтажу. Тим је миксао звук у Dolby Atmos технологији како би гледаоцима пружио „имерзивно искуство”.
У једном тренутку, Алфонсо је сматрао да би било занимљиво да трансгенерацијски и међународни музичари „преточе неки од тих звукова у музичко дјело”. Након завршетка филма, Куарон је замолио неколико музичара да погледају филм. Један од њих био је Ти Боун Бернет, којем је послао звукове и који је написао „невјероватно музичко дјело” изведено из звукова уличних продаваца из Мексика. Објашњавајући процес, Бернет је рекао да је те звукове претворио у ритам, што је постало „занимљиво музичко дјело састављено од звукова уличних продаваца”. У том тренутку назвао га је једноставно „Roma”, јер је „само радио на томе” и није мислио да то буде насловна пјесма, али је сматрао да је прикладно јер завршава албум.
Алфонсова кћерка Бу Куарон отпјевала је нумеру Psycho, која је укључена на пратећи албум, али се не појављује у филму. Пјесма садржи исечке дијалога у којима се Клеина мајка обрушава на њу, што не служи динамици филма, већ ширем скупу односа у којима бијес прати извињење. Фејнстајн је чула пјесме Бу Куарон током њеног наступа у једној ТВ емисији, након чега је Постер предложио да је укључе на албум, што је она назвала „емотивним искуством”. Бу је, говорећи за Variety, изјавила да албум варира од меланхоличног до носталгичног, указујући на то да се бави стварношћу.
Били Ајлиш је снимила нумеру When I Was Older као оригинални сингл, објављен посебно за албум у јануару 2019. Пати Смит је поново снимила свој сингл Wing са албума Gone Again из 1996, а Бек је обрадио сингл групе Colourbox из 1983, Tarantula. Бек је пјесму извео у емисији The Late Late Show Џејмса Кордена, уз пратњу Лос Анђелеске филхармоније под диригентском палицом Густава Дудамела. Куарон је прокоментарисао њихов допринос ријечима: „Веома је јасно да су, када су погледали филм, поново размислили о тим пјесмама и, након свих ових година, одлучили да је вријеме. Дакле, ако Рома може послужити као изговор за то, веома сам срећан.”

## Списак пјесама
| №               | Назив                        | Извођач(и)                       | Трајање |  |
| 1.              | Te He Prometido              | Лео Дан                          | 3:07    |  |
| 2.              | Más Bonita Que Ninguna       | Росио Дуркал                     | 2:55    |  |
| 3.              | No Tengo Dinero              | Хуан Габријел                    | 3:05    |  |
| 4.              | La Nave del Olvido           | Хосе Хосе                        | 3:31    |  |
| 5.              | Gracias                      | Риго Товар                       | 3:03    |  |
| 6.              | Sombras                      | Хавијер Солис                    | 2:57    |  |
| 7.              | Yellow River                 | Кристи                           | 2:41    |  |
| 8.              | I Don't Know How to Love Him | Ивон Елиман                      | 3:32    |  |
| 9.              | Corazón de Melón             | Оркестар Переза Прада            | 2:31    |  |
| 10.             | Los Ojos de Pancha           | Трио Чиконтепек                  | 1:43    |  |
| 11.             | Mammy Blue                   | Роџер Витакер                    | 3:39    |  |
| 12.             | Those Were the Days          | Реј Кониф и Singers              | 3:29    |  |
| 13.             | La Casa del Sol Naciente     | Хавијер Батиз                    | 3:41    |  |
| 14.             | Ciudad Perdida               | La Revolución de Emiliano Zapata | 4:37    |  |
| 15.             | Vamos a Platicar             | Los Socios del Ritmo             | 3:15    |  |
| 16.             | Mi Corazón Es un Gitano      | Лупита Д'Алесио                  | 3:43    |  |
| 17.             | Cuando Me Enamoro            | Анхелика Марија                  | 3:01    |  |
| 18.             | Mar y Espuma                 | Acapulco Tropical                | 2:54    |  |
| 19.             | La Suegra                    | Елберт Могел и Лос Струк         | 3:13    |  |
| Укупно трајање: | Укупно трајање:              | Укупно трајање:                  | 60:37   |  |

| №               | Назив                      | Извођач(и)                           | Трајање |  |
| 1.              | Tepeji 21 (Звуци из Роме)  | Сијудад де Мексико                   | 2:36    |  |
| 2.              | Wing                       | Пати Смит                            | 4:44    |  |
| 3.              | Tarantula                  | Бек                                  | 3:47    |  |
| 4.              | When I Was Older           | Били Ајлиш                           | 4:31    |  |
| 5.              | Psycho                     | Бу Куарон                            | 3:30    |  |
| 6.              | On My Knees                | Unkle у сарадњи са Мајклом Кивануком | 5:28    |  |
| 7.              | Con el Viento              | Џеси Рејез                           | 3:14    |  |
| 8.              | Marooned                   | El-P и Вајлдер Зоби                  | 3:06    |  |
| 9.              | Cumbia del Borras          | Sonido Gallo Negro                   | 3:25    |  |
| 10.             | La Hora Exacta             | Кике Ранхел                          | 4:09    |  |
| 11.             | Cleo Who Takes Care of You | Ibeyi                                | 2:59    |  |
| 12.             | We Are Always Alone        | Ди-џеј Шедоу                         | 3:47    |  |
| 13.             | Between These Hands        | Асаф Авидан                          | 5:13    |  |
| 14.             | Those Were the Days        | Лора Марлинг                         | 3:35    |  |
| 15.             | Roma                       | Ти Боун Бернет                       | 4:02    |  |
| Укупно трајање: | Укупно трајање:            | Укупно трајање:                      | 58:06   |  |

## Пријем
Марк Кермод из Гардијана написао је: „Саундтрек пружа најјачи аргумент за тражење биоскопа с најбољим могућим звучним системом како бисте дозволили да вас филм запљусне попут тутњаве таласа.” Рецензирајући пратећи албум, Лудовик Хантер-Тилни из Фајненшел тајмса написао је: „Најбоље пјесме су усклађене са сањивим, необичним аспектима филма”, дајући му оцјену 3,5 од 5. Филип Шерберн из Пичфорка дао је албуму оцјену 6,7, наводећи: „Албум не толико руши четврти зид колико га разбија у комаде високотехнолошким овном за рушење [...] То је обрнута табла расположења, или у најбољем случају, нека врста бизарне, одобрене фан-фикције.” Роб Харвила из Рингера написао је: „Music Inspired by the Film Roma је најугоднији када су те инспирације фрагментарне и случајне: посрће када је веза или превише експлицитна или недовољно експлицитна.”